# Opuntia pituitosa
Opuntia pituitosa ist eine Pflanzenart in der Gattung der Opuntien (Opuntia) aus der Familie der Kakteengewächse (Cactaceae). Das Artepitheton pituitosa stammt aus dem Lateinischen, bedeutet ‚voller Schleim‘ und verweist auf Schleimgänge des Triebgewebes der Art.

## Beschreibung
Opuntia pituitosa wächst strauchig mit nur wenigen Zweigen und erreicht Wuchshöhen von bis zu 1,5 Meter. Die graugrünen bis grünen verkehrt eiförmigen Triebabschnitte sind 10 bis 20 Zentimeter lang, 6 bis 10 Zentimeter breit und bis zu 2 Zentimeter dick. Die grauen Areolen tragen kurze braune Glochiden, die gelegentlich auch fehlen. Die bis zu vier nadeligen, geraden, grauen Dornen besitzen eine braune Spitze und sind 1 bis 7 Zentimeter lang.
Über die Blüten ist nichts bekannt. Die kugelförmigen Früchte sind dunkelrot, bis zu 4 Zentimeter lang und weisen ebensolche Durchmesser auf.

## Verbreitung und Systematik
Opuntia pituitosa in der argentinischen Provinz Corrientes am Río Uruguay verbreitet.
Die Erstbeschreibung als Platyopuntia pituitosa durch Friedrich Ritter wurde 1919 veröffentlicht. James Iliff stellte die Art 1997 in die Gattung Opuntia.

## Nachweise